# Oulti (Malti)
Oulti (Malti) est un village de la commune de Mayo-Baléo situé dans la région de l'Adamaoua et le département du Faro-et-Déo, à proximité de la frontière avec le Nigeria.

## Population
En 1971, Oulti comptait 60 habitants, principalement Koutine (ou Pere).
Lors du recensement de 2005, le village était habité par 166 personnes, 76 de sexe masculin et 90 de sexe féminin.